# Compsognathus
Compsognathus  (oldgræsk: kompsόs/κομψός; "elegant", "forfinet" eller "sirlig", og gnáthos/γνάθος; "kæbe") var en lille, tobenet, kødædende dinosaur. Dyret var omtrent på størrelse med en kalkun, og det levede for omkring 150 millioner år siden i perioden Sen Jura, i hvad der nu er Europa. Palæontologer har fundet to velbevarede fossiler, et i Tyskland i 1850'erne, og et andet i Frankrig, mere end et århundrede senere. I dag er  C. longipes den eneste kendte art, selvom det større fund i Frankrig i 1970'erne engang formodedes at tilhøre en anden art, C. corallestris. 
Mange præsentationer beskriver stadig Compsognathus som værende en dinosaur på størrelse med en kylling, mest på grund af den lille størrelse som det tyske eksemplar har. Eksemplaret menes dog nu at være et ungt eksemplar af det større, franske eksemplar. Compsognathus er en af de få dinosaurer hvis diæt kendes med sikkerhed; resterne af små, adrætte firben er blevet bevaret i maverne på begge eksemplarer. Tænder fundet i Portugal kan være yderligere forstenede rester af arterne.
Compsognathus var den første theropod der blev fundet med nogenlunde fuldstændige fossile rester, selvom den ikke blev anerkendt som sådan da den først blev fundet. Indtil 1980'erne og 1990'erne var dyret den bedst kendte af de mindste, ikke-fuglelignende dinosaur, og samtidig den tætteste formodede slægtning til den tidlige fugl, Archaeopteryx. Derfor er arten en af de få velkendte dinosaurer der også er kendt udenfor palæontologiske kredse.

## Beskrivelse
I årtier var Compsognathus kendt som den mindste dinosaur fundet; de første rester der blev opdaget viser, at den var omkring 1 meter lang. Dinosaurer, der er blevet fundet senere – f.eks. Caenagnathasia, Microraptor og Parvicursor – var dog endnu mindre. Det største eksemplar af Compsognathus er anslået til at have vejet et sted mellem 0,83 og 3,5 kg.
Compsognathus var et lille, tobenet dyr med lange bagben og en længere hale som den brugte til balance, når den bevægede sig. Forbenene var mindre end bagbenene, og de var udstyret med tre fingre, på hvilke der sad tre solide og skarpe klør, som den brugte til at gribe fat i sit bytte. Dinosaurens kranium var smalt og langt, med en gradvist tyndere snude. Kraniet havde fem par kranieåbninger, med øjenhullet som den største. Øjnene var relativt store i forhold til resten af kraniet.
Underkæben var tynd og lang, og havde ingen mandibular fenestra, som er et hul i underkæben, der normalt ses hos archosaurer. Tænderne var små, men skarpe, hvilket passede til den type bytte, den jagtede, fx pattedyr og insekter. Dens forreste tænder (dem der sad på premaxilla) var ikke savtakkede ligesom dem bagerst i munden. Videnskabsmænd har brugt disse træk til at identificere Compsognathus og dens nærmeste slægtninge.

## Opdagelse og arter
Compsognathus er kendt fra to næsten komplette skeletter, ét fra Tyskland, der er 89 cm langt, og et andet fra Frankrig, der er 125 cm langt. Psykiateren og fossilsamleren Joseph Oberndorfer anskaffede det tyske eksempler (BSP AS I 563) i 1859. Det var blevet fundet omtrent samtidig i kalkstenshulerne i Solnhofen nær Jachsenhausen i Riedenburg-Kelheim-regionen i Bayern. Der er også fundet andre velbevarede fossiler i kalkstenene fra området i Solnhofen, for eksempel Archaeopteryx, hvor tydelige aftryk af fjer kunne ses, og også nogle pterosaurer med mærker fra deres vingemembraner. Johann A. Wagner beskrev arten kort i 1859, da han opfandt navnet Compsognathus longipes, og beskrev den i detaljer i 1861. I starten af 1868 sammenlignede Thomas Huxley de to arter og konkluderede, at bortset fra arme og fjer, lignede Archaeopteryx-skelettet Compsognathus, og at proto-fuglen derfor var beslægtet med dinosaurer. I 1896 genkendte Othniel Marsh fossilet som et ægte medlem af Dinosauria. John Ostrom beskrev i 1978 igen dyret, denne gang mere grundigt, hvilket gjorde den til en af de bedst kendte små theropoder på det tidspunkt. Det tyske eksemplar er udstillet i Bayerische Staatssammlung für Paläontologie und Geologie (Bayerske delstatsinstitut for palæontologi og historisk geologi) i München i Tyskland, som købte fossilet fra Oberndorfer i 1865.
Det større franske eksemplar (MNHN CNJ 79) blev opdaget af Lois Ghirardi omkring i 1971 Canjuers i nærheden af Nice i det sydøstlige Frankrig. Den dateres til den yngre Tithonien-alder. Selvom Alain Bidar først beskrev arten som en selvstændig art kaldet Compsognathus corallestris, har Ostrom, Jean-Guy Michard og andre sidenhen ommærket den som et andet eksemplar af Compsognathus longipes. Quimby identificerede det mindre tyske eksemplar som et ungt dyr af den samme art. I 1983 fik Muséum national d'histoire naturelle i Paris det franske Compsognathus-fossil, og Michard undersøgte det grundigt dér. Oprindeligt identificerede videnskabsmænd dele af en fod, også fra Solnhofen, som tilhørende en Compsognathus, men senere undersøgelser modbeviste dette. Zinke har identificeret 49 tænder fra Kimmeridgian Guimarota-formationen i Portugal som hørende til arten.

## Klassifikation
Compsognathus har givet navn til familien Compsognathidae, der er en gruppe af dinosaurer, der mest indeholder små individer fra den sene Jura- og tidlige Kridttid i Kina, Europa og Sydamerika. I mange år var den det eneste medlem der var kendt, men i de senere årtier har palæontologer fundet flere medlemmer. Kladen inkluderer Aristosuchus, Huaxiagnathus, Mirischia, Sinosauropteryx, og måske Juravenator og Scipionyx. På et tidspunkt blev Mononykus anset som værende medlem af familien, men denne idé blev afvist af Chen og medforfattere på en afhandling i 1998: De anså ligheder mellem Mononykus-compsognathiderne som værende et eksempel på konvergent evolution. Compsognathus' og dens slægtninges plads  i coelurosaur-gruppen er usikker. Nogle, så som theropod-eksperten Thomas Holtz Jr. og medforfatterne Ralph Molnar og Phil Currie i den skelsættende tekst Dinosauria fra 2004, identificerer familien som den mest basale af coelurosaurerne, mens andre ser den som en del af Maniraptora.

## Palæoøkologi
I slutningen af Juratiden var Europa en tør, tropisk øgruppe på kanten af Tethyshavet. De fine kalkklipper, hvor skeletter af Compsognathus er blevet fundet i, er oprindeligt kalcit fra skallerne fra havorganismer. Både i Solnhofen og Canjuers-området, hvor Compsognathus er blevet fundet, var der laguner blandt strande og koralrev ved Juratidens europæiske øer i Tethyshavet. Blandt de dinosaurer, der levede samtidig med Compsognathus, kan nævnes den tidlige fugl Archaeopteryx og pterosaurerne Rhamphorhynchus og Pterodactylus. De sedimenter, som Compsognathus er blevet bevaret i, indeholder også fossiler fra adskillige havlevende dyr, for eksempel fisk, krebsdyr, echinodermer og snegle, hvilket bekræfter at denne theropod levede nær kysterne. Ingen anden dinosaur er blevet fundet i nærheden af Compsognathus, hvilket antyder, at denne lille dinosaur var det øverste led i fødekæden på disse øer.

## Palæobiologi
I et studie i 2001, udført af Bruce Rothschild og andre palæontologer, blev ni fodknogler, der var henvist til Compsognathus undersøgt for tegn på stress-fraktur, men intet blev fundet.

### Hånd
Den tyske Compsognathus, der blev fundet i det 19. århundrede havde kun to fingre på forbenene hvilket fik videnskabsmænd til at konkludere, at dyret så sådan ud, da den levede. Men, fossilet der senere blev opdaget i Frankrig viste, at hænderne havde tre fingre, i lighed med andre compsognathide arter. Fossiliseringen af den tyske Compsognathus havde simpelthen ikke kunnet bevare dyrets forben. Bidar antog at det franske eksemplar havde svømmehud mellem fingrene, som ville virke som svømmefødder, da den levede. I bogen fra 1975, kaldet The Evolution and Ecology of the Dinosaurs, beskriver L. B. Halstead dyret sin værende en amfibisk dinosaur der var i stand til at leve af vandlevende dyr, og svømme ud af rækkevidde fra større jægere. Ostrom afslog denne hypotese ved at vise at det franske eksemplar endegyldigt næsten var identisk med det tyske eksemplar på nær størrelsen. Peyer bekræftede senere disse konklusioner.

### Føde
Resterne fra et firben i det tyske eksemplars mave viser, at Compsognathus levede af små hvirveldyr.  Marsh, der undersøgte eksemplaret i 1881, troede at det lille skelet inde i Compsognathus var et foster, men i 1903 konkluderede Franz Nopcsa at det var et firben. Ostrom identificerede resterne som tilhørende en slægt af firben, Bavarisaurus, som han mente var en hurtig og adræt løber på grund af dens lange hale og benstruktur. Dette førte til gengæld til konklusionen at dens jæger, Compsognathus, måtte have haft et skarpt syn, og have været i stand til at accelerere hurtigt og fange firbenet. Bavarisaurus er i ét stykke, hvilket indikerer at Compsognathus måtte have slugt dens bytte helt. Det franske eksemplars maveindhold består af uidentificerede firben eller sphenodontider.

### Mulige æg
Gravemaskiner opdagede æg med en længde på 10 mm i diameter nær de fossile rester af den tyske Compsognathus. I 1901 fortolkede Friedrich von Huene dem som dermale ossifikationer. Griffiths beskrev på ny æggene i 1993. Men, forskere har senere betvivlet deres antagelse at æggene tilhører arten, fordi de blev fundet udenfor dyrets kropshulrum. Et velbevaret fossil af Sinosauropteryx, en art der var beslægtet med Compsognathus, viser to æggeledere der indeholdte to ulagte æg. disse forholdsmæssigt større og mindre talrige æg fra Sinosauropteryx kaster endnu mere tvivl om den originale identifikation af Compsognathus-æggene.

### Hud og forbindelse mellem fugle
Compsognathus var i næsten et århundrede den eneste velkendte lille theropod. Dette ledte til sammenligninger med Archaeopteryx og mulige idéer om et forhold mellem fugle. Det var i grunden Compsognathus, og ikke Archaeopteryx, der opvakte Huxleys interesse i fuglenes oprindelse.  De to dyr har mange ligheder i formen, størrelsen og proportionerne, så mange endda, at et fjerløst skelet af en Archaeopteryx i mange år var fejltolket som værende en Compsognathus. Mange andre dinosaurer, inklusive Deinonychus, Oviraptor og Segnosaurus, vides nu at have været nærmere beslægtet med fugle. 
Nogle af Compsognathus' slægtninge, især Sinosauropteryx og Sinocalliopteryx, er blevet bevaret med rester af simple fjer, der dækkede kroppen ligesom pels, hvilket fremmede nogle videnskabsmænd til at tro at Compsognathus kunne have været fjeret på en lignende måde. Derfor er mange skildringer af Compsognathus blevet anset som værende dækket af dunede proto-fjer. Men, ingen fjer eller fjerlignende aftryk er nogensinde blevet fundet på et Compsognathus fossil, i modsætning til Archaeopteryx, som blev fundet sådan. I 2006 rapporterede Karin Peyer aftryk på siden af den trettende haleknogle. Aftrykkene viste små knoldede knuder, i stil med skællet på halen og bagbenene på Juravenator. Yderligere skæl var blevet rapporteret af Von Huene, i maven på den tyske Compsognathus, men Ostrom modbeviste efterfølgende denne fortolkning.
Ligesom Compsognathus, og i modsætning til Sinosauropteryx viser et stykke af fossiliseret hud fra halen og det ene bagben fra den mulige slægtning Juravenator, selvom der er nogle tegn på, at simple fjer også var til stede på de omtalte områder. Dette kan betyde at fjerdækningen ikke var allestedsnærværende i denne gruppe af dinosaurer.

## I populærkultur
Børne-dinosaurbøger indeholder normalt Compsognathus. I lang tid var den unik på grund af dens lille størrelse, fordi de fleste andre små dinosaurer først blev fundet og beskrevet et århundrede eller mere senere. Dyret har optrådt i film som The Lost World: Jurassic Park og Jurassic Park III. I The Lost World: Jurassic Park fejltolker en af personerne i filmen arten som "Compsognathus triassicus", hvilket kombinerer navnene Compsognathus med arten Procompsognathus, en fjern, lille, kødædende slægtning, der optrådte i Jurassic Park-romanerne. Dyrene er vist som sociale dyr, der jagede i flok, hvilket gjorde dem i stand til at overmande bytte i menneskestørrelse. Denne opførsel blev opfundet af skaberne af Jurassic Park fordi der ikke er nogen indikation fra fossilerne at Compsognathus (eller Procompsognathus) havde en sådan social opførsel.